# Apogon wilsoni
Apogon wilsoni es una especie de pez de la familia de los apogónidos en el orden de los perciformes. 

## Distribución geográfica
Se encuentran en las Filipinas.